# Башта, Анна Витальевна
Анна Витальевна Башта (род. 10 июля 1996) — азербайджанская (до 2019 года — российская) фехтовальщица на саблях, чемпионка Европы 2022 года в личном первенстве, призёр чемпионата мира, чемпионка Универсиады, участница Олимпийских игр 2020 и 2024 годов.

## Биография
Анна Башта родилась 10 июля 1996 года в Тольятти.
Училась на тренера в Национальном государственном университете физической культуры, спорта и здоровья имени П. Ф. Лесгафта.
Является левшой.

## Карьера
Анна стала заниматься спортом в родном городе с семилетнего возраста. Фехтованием стала заниматься с 2004 года для общего развития, ранее занималась спортивной гимнастикой. Она начинала карьеру в Тольятти у тренера Андрея Кулагина в клубе «Экстрим». Позже перебралась в Санкт-Петербург в ГКСДЮШОР «Комета», где её тренером стал Александр Пантелеев, в прошлом чемпион мира. По состоянию на 2021 год проживает в Санкт-Петербурге.
В феврале 2014 года стала чемпионкой России среди юниоров. В марте 2015 года завоевала бронзу чемпионата Европы среди юниоров. А в апреле 2015 года — бронзу чемпионата мира среди кадетов.
На летней Универсиаде 2015 года в Кванджу стала победительницей среди саблисток. В финальном поединке турнира в индивидуальной сабле российская фехтовальщица оказалась сильнее южнокорейской спортсменки Ким Сон Хи со счётом 15:14. В командном турнире российские саблистки уступили в финале кореянкам со счётом 40:45.
Выступала на чемпионате мира 2017 года в Лейпциге. В личном первенстве Анна Башта проиграла польской фехтовальщице Богне Йозвяк 10:15 на сталии 1/32 финала.
С 2019 года представляет сборную Азербайджана. По словам спортсменки, инициатива смены гражданства исходила с азербайджанской стороны и помощь тренеров, в том числе Ильгара Мамедова, помогла Анне также избежать двухлетнего карантина. Башта отметила, что переход в другую страну позволит ей попадать на ряд турниров без отборов.
В апреле 2021 выиграла квалификационный турнир в Мадриде, где в финале нанесла поражение саблистке из Германии Анне Лимбах со счётом 15:13 и получила право принять участие в Олимпийских играх 2020 года в Токио, Япония. В индивидуальном турнире в первом раунде Анна победила американку Энн-Элизабет Стоун, а затем проиграла россиянке Ольге Никитиной.
В июне 2022 года выиграла золото в личной сабле на чемпионате Европы в Анталье, в финале победила итальянку Росселлу Грегорио. В июле 2022 года на чемпионате мира в Каире дошла до финала, где уступила японке Мисаки Эмуре (10-15).
В мае 2024 года получила лицензию от Международной федерации фехтования на участие в Олимпийских играх 2024 года по принципу универсальности. На Играх в личном первенстве проиграла в 1/8 финала украинке Ольге Харлан (6-15).